# Frøslev Sogn (Stevns Kommune)
 For alternative betydninger, se Frøslev Sogn. (Se også artikler, som begynder med Frøslev Sogn)
Frøslev Sogn er et sogn i Tryggevælde Provsti (Roskilde Stift).
I 1800-tallet var Frøslev Sogn anneks til Lyderslev Sogn. Begge sogne hørte til Stevns Herred i Præstø Amt. Hvert sogn dannede sin egen sognekommune. I 1962 gik både Lyderslev og Frøslev frivilligt ind i Boestofte Kommune, som ved kommunalreformen i 1970 blev indlemmet i Stevns Kommune.
I Frøslev Sogn ligger Frøslev Kirke.
I sognet findes følgende autoriserede stednavne:
- Boestofte (bebyggelse)
- Frøslev (bebyggelse, ejerlav)
- Grønstrædet (bebyggelse)
- Mariehøj (bebyggelse, ejerlav)
- Pølsekrog (bebyggelse)
- Slågårdshuse (bebyggelse)